# 비행접시 (드라마)
《비행접시》는 2003년 5월 9일에 MBC에서 방영한 베스트극장이다.

## 등장 인물

### 주요 인물
- 이세은 : 세희 역 - 구성작가
- 공유 : 기진 역 (아역 신동호)

### 그 외 인물
- 지상렬 : 기진의 친구 역
- 서권순 : 상우의 어머니 역
- 정호근 : 라디오 PD 역
- 유준석 : 현수 역 - 기진의 형
- 김용희 : 라디오 DJ 역
- 최민준
- 신동미 : 소미 역 - 세희의 친구
- 이경미
- 이미선
- 염재욱 : 바텐더 역
- 박여진
- 김소현 : 아리 역 - 기진의 동생

### 우정출연
- 정민 : 상우 역 - 세희의 애인